# SC Pinkafeld

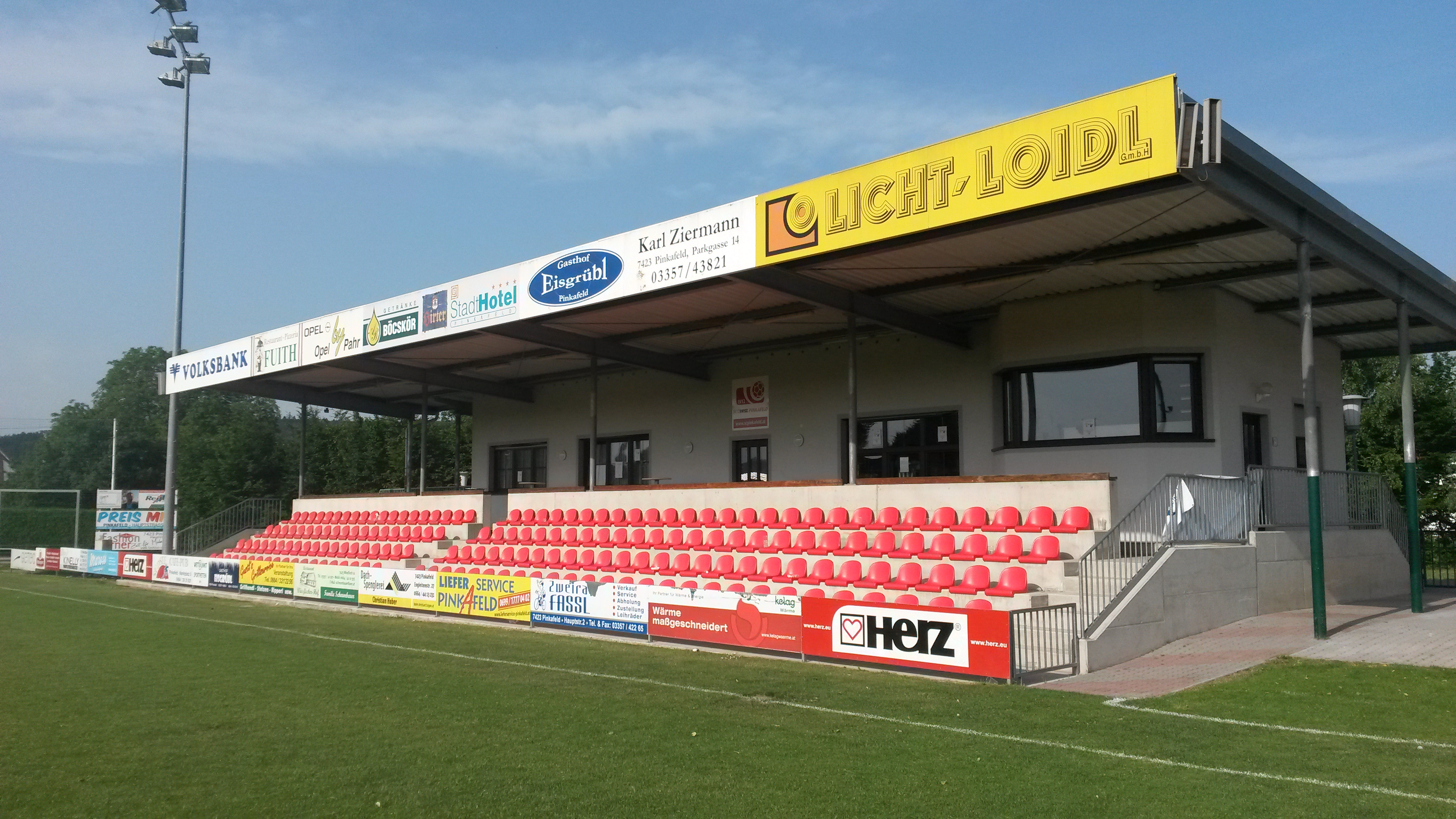
Fußballstadion des SC Pinkafeld, Burgenland

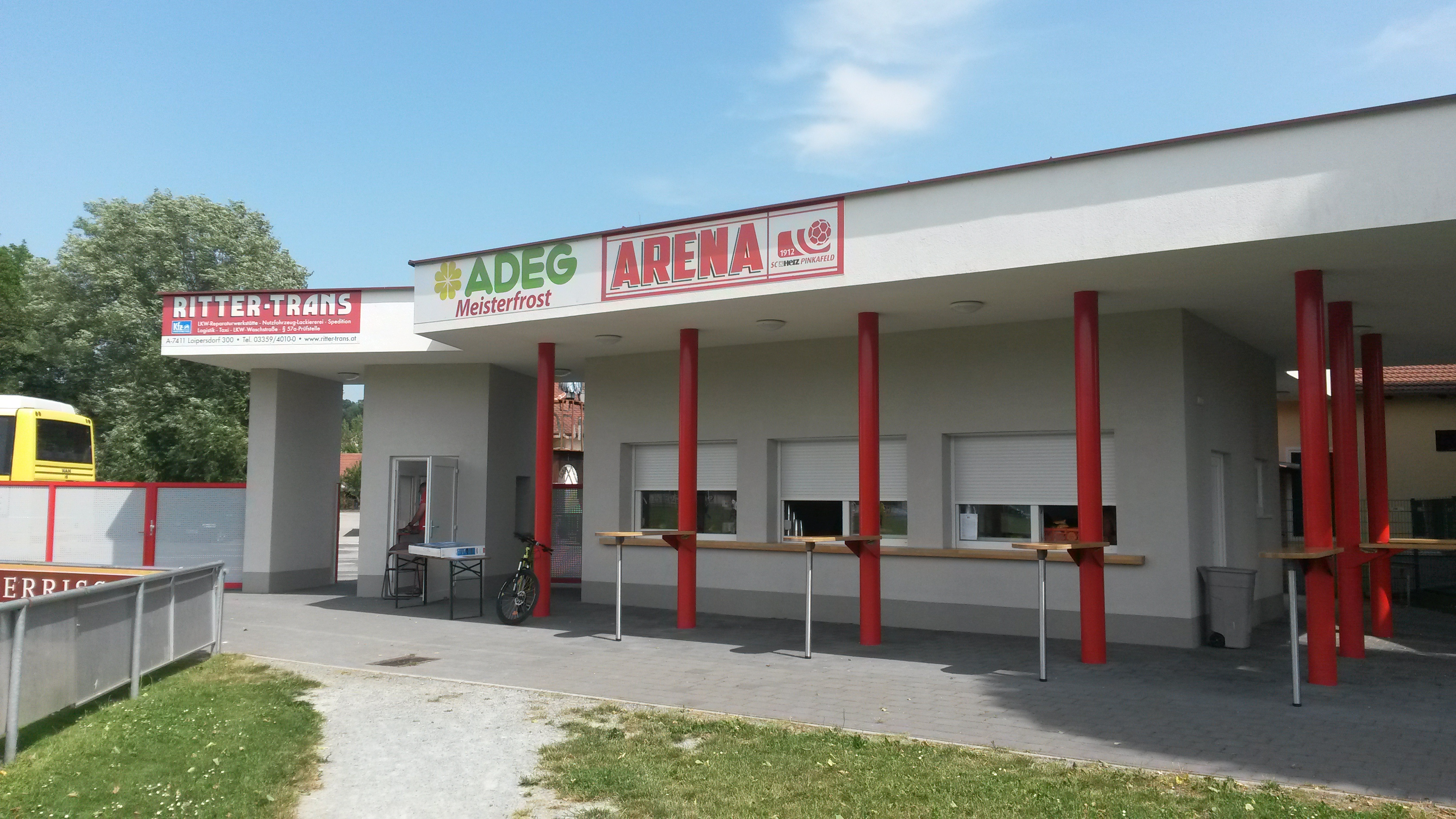
Eingangsbereich

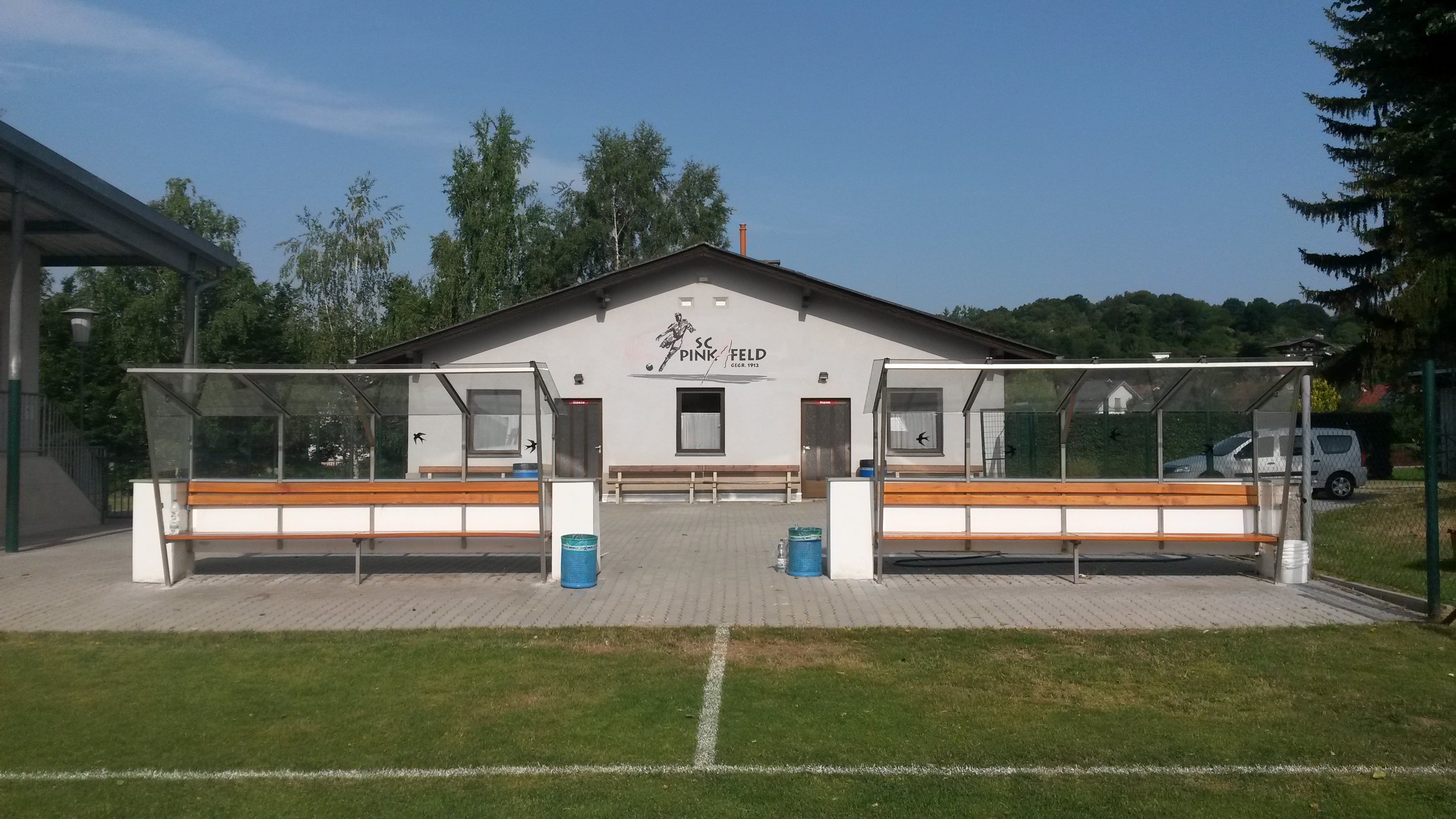
Alte Kabinen

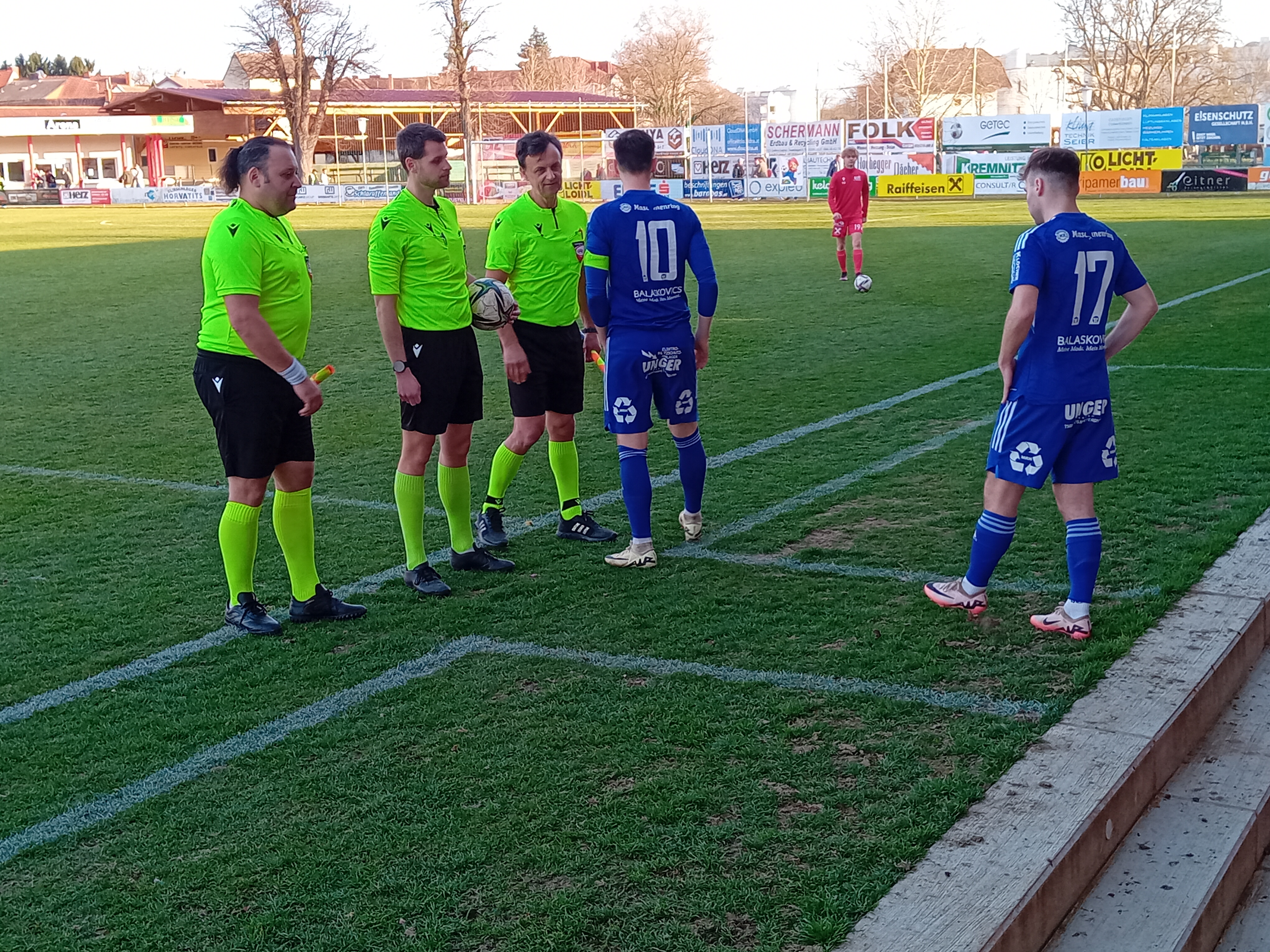
Meisterschaftsspiel gegen ASK Kohfidisch (2025)

Der SC Pinkafeld ist ein österreichischer Fußballverein aus der burgenländischen Stadt Pinkafeld. Er spielt seit der Saison 2013/2014 in der burgenländischen Landesliga, der vierthöchsten Spielklasse in Österreich.

## Historisches
Der SC Pinkafeld wurde unter Präsident Franz Ulreich im Jahre 1912 gegründet. Unter dem Patronat der Firma Hutter & Schrantz feierte der Klub seine ersten großen Erfolge und holte von 1930/31 bis 1936/37 insgesamt sechs Mal den burgenländischen Landesmeistertitel an die Pinka. Damit qualifizierte sich der Verein insgesamt fünf Mal für die österreichische Amateurmeisterschaft. 1935/36 kam der Klub hierbei bis ins Halbfinale, wo er am späteren Sieger 1. Wiener Neustädter SC scheiterte.
1949 wurde der SC Pinkafeld Gründungsmitglied der ersten burgenländischen Ligameisterschaft und qualifizierte sich 1960 als Meister dieser Liga für die professionelle Regionalliga Ost, die damals die zweite Spielstufe in Österreich darstellte. Der SC Pinkafeld hielt sich zunächst vier Jahre in der Zweitklassigkeit, dem Abstieg 1963/64 folgte der sofortige Wiederaufstieg 1965. Dem Aufstieg folgte der erneute Abstieg 1965/66; zwar konnte dieser wiederum mit dem Gewinn der burgenländischen Landesliga abgefangen werden, mit einem weiteren Abstieg 1967/68 endete allerdings die erfolgreiche Zeit des SC Pinkafeld.
Sein erstes Tor für den österreichischen Fußballrekordmeister SK Rapid Wien erzielte einer der populärsten Fußballspieler Österreichs des 20. Jahrhunderts gegen den SC Pinkafeld – nämlich Hans Krankl am 4. Oktober 1970 in einem Freundschaftsspiel gegen den Pinkafelder Fußballklub.
In den 1970er und 1980er Jahren war der SC Pinkafeld sowohl in der Regionalliga Ost als auch in der Landesliga zu finden. In den 1990er Jahren spielte der Verein fast zehn Jahre in der 2. Liga Süd, ehe im Jahre 2000 der Aufstieg in die Landesliga gefeiert werden konnte. 2003 stieg der Verein jedoch wieder in die 2. Liga Süd ab.
Im Jahre 2012 feierte der SC Pinkafeld sein 100-jähriges Gründungsjubiläum mit einer Ausstellung im Stadtmuseum Pinkafeld, einem Dreitagesfest sowie der Enthüllung einer Statue, die an dieses Jubiläum erinnern soll. Als Taufpate der Statue fungierte Carsten Jancker.
Im Jahr 2013 wurde der Meistertitel in der 2. Liga Süd errungen und somit der Wiederaufstieg in die Burgenland-Liga erreicht.

## Erfolge

### Teilnahme an Meisterschaften in höheren Ligen
- 1 × Halbfinalist Amateurmeisterschaft: 1936
- 7 × Zweitligateilnahme: 1950 (Landesliga), 1961–1964, 1966, 1968 (Regionalliga Ost)

### Meistertitel
- 10 × Burgenländischer Meister: 1931, 1932, 1934, 1935, 1936, 1937, 1960, 1965, 1967, 1987
- 3 × Meister der 2. Liga Süd: 1972, 2000, 2013[3]

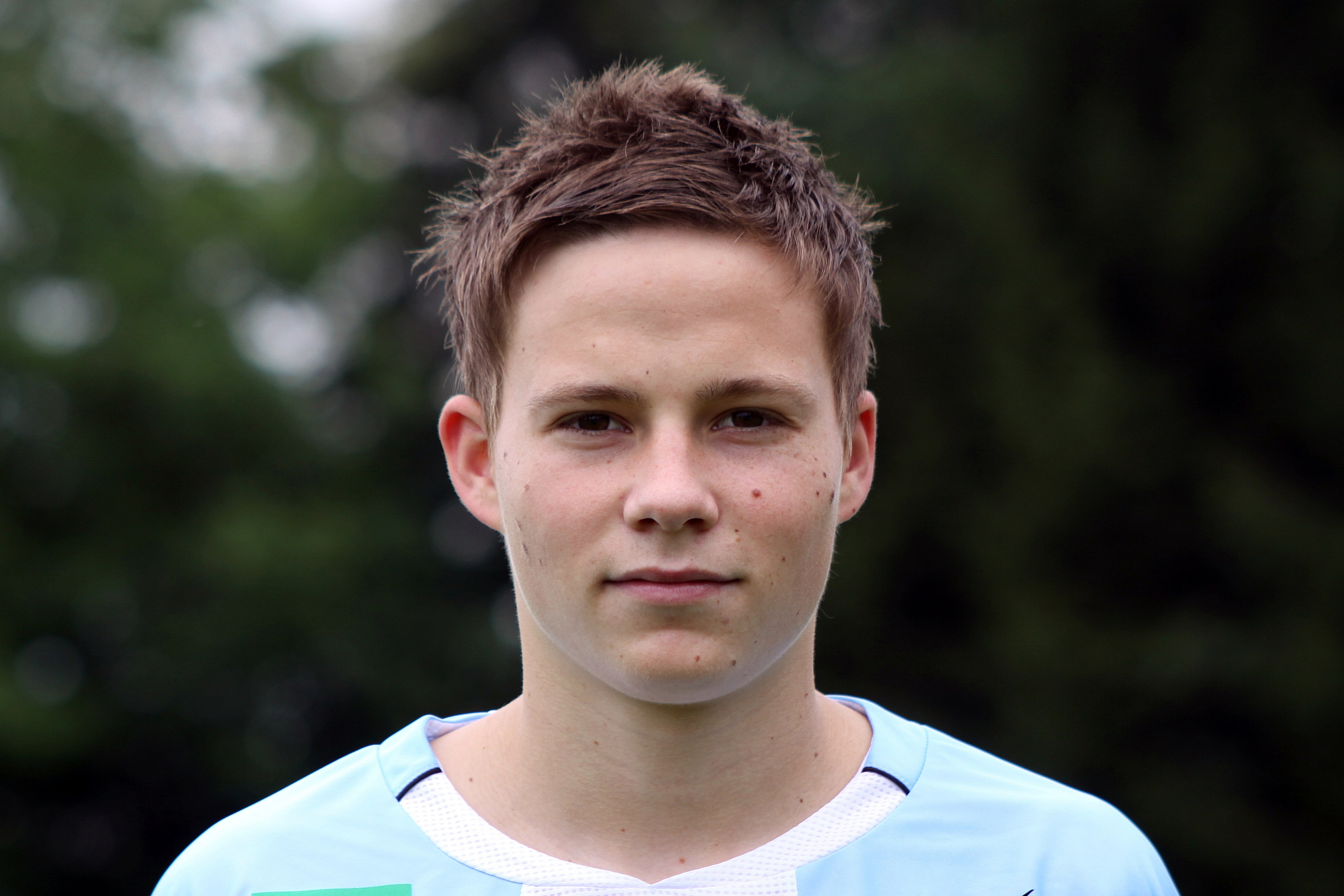
Stefan Rakowitz

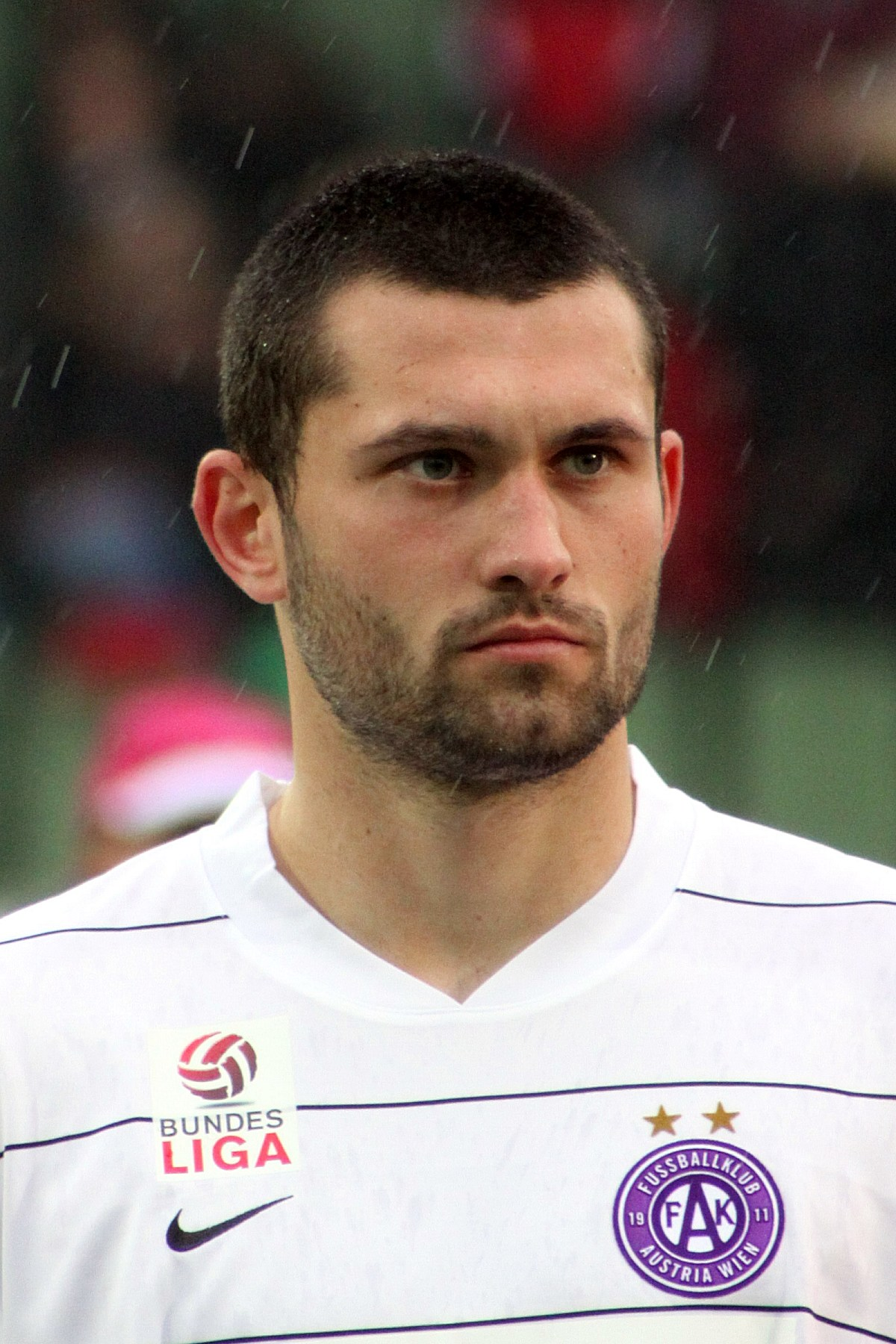
Dario Tadic

### Cup-Erfolge
- BFV-Cupsieger 1999 und 2019[4]
- Teilnahme am ÖFB-Cup 1965/66 nach dem Liga-Meistertitel 1964/65:
  - 1. Runde 15. August 1965 mit 2:1-Heimsieg über den Tiroler Klub SV Wattens
  - 2. Runde (zugleich Achtelfinale) 10. Oktober 1965 mit 2:6-Niederlage beim Nationalligaklub Wiener Sport-Club (Pinkafeld-Treffer durch Beck und Schreiber); im Pinkafeld-Tor Willi Kaipel, der später zum gegenständlichen Gegner Wr. Sport-Club wechselte.[5]

- Teilnahme am ÖFB-Cup 2012/13:
  - Startberechtigung aufgrund eines dritten Platzes im BFV-Cup 2012/13
  - 1. Runde ÖFB-Cup: Sieg gegen den Regionalliga West-Verein TSV Neumarkt mit 4:2 (1:1) n. V.
  - 2. Runde ÖFB-Cup: Niederlage gegen den Bundesliga-Verein WAC mit 1:4 vor 1200 Zusehern. Das Ehrentor gegen den Bundesligaverein schoss Marc Kerschbaumer. Trainer des WAC war der Burgenländer Dietmar Kühbauer.[6]

## Persönlichkeiten

### Bekannte Spieler
- Johann Koschischek[7]: beim SC Pinkafeld 1967 bis 1968, weitere Vereine: Vienna, Floridsdorfer AC, SK Sturm Graz
- Wilhelm Kaipel: beim Pinkafeld 1965 bis 1966, weitere Vereine: Wiener Sportclub, VÖEST Linz, Austria Salzburg
- Wilhelm Kainrath[8]: beim SC Pinkafeld 1955 bis 1958, weitere Vereine: Wiener Sportclub, SC Eisenstadt
- Herbert Oberrisser[9]: beim SC Pinkafeld 1980 bis 1985, 1986 bis 1991 und 1995, weitere Vereine: GAK
- Dario Tadić: beim SC Pinkafeld 1998 bis 2003, weitere Vereine: FK Austria Wien, SC Wiener Neustadt, SC Austria Lustenau, TSV Hartberg
- Stefan Rakowitz: beim SC Pinkafeld Jugend- und Kampfmannschaftsspieler, weitere Vereine: TSV Hartberg, SC Wiener Neustadt, SC Ritzing, SV Horn